# فرمان شماره ۲۲۷

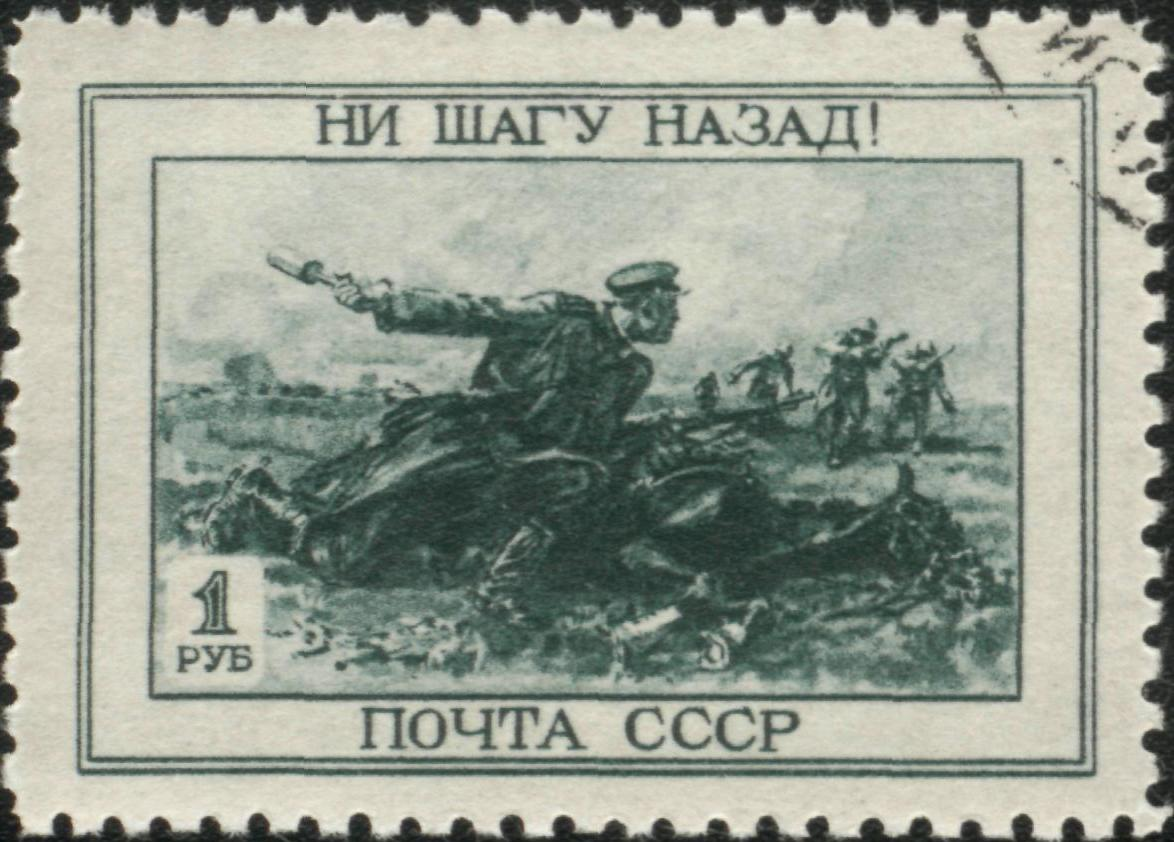
نمایی از یک تمبر پستی شوروی که یک پولتروک را در حال پرتاب نارنجک با عبارت «نه یک‌گام به عقب!» نشان می‌دهد. - ۱۹۴۵

فرمان شماره ۲۲۷ یکی از فرامینی بود که استالین در میانه جنگ جهانی دوم و در تاریخ ۲۸ ژوئیه ۱۹۴۲ صادر کرد که به دستور «نه یک‌گام به عقب!» مشهور شد. در این فرمان، دستور ایجاد بخشی به نام واحد مسدودسازی داده شده بود که در صورت عقب‌نشینی هریک از نیروها، این واحد موظف به گشودن آتش به سمت آن «ترسوها» در سمت جبهه‌های خودی می‌بود.